# Комаров Олександр Федорович
Олекса́ндр Фе́дорович Комаро́в (*1842 — †1918) — український публіцист. Псевдонім — О. Степовик. Брат Михайла Комарова.

## Життєпис
Закінчив у 1869 році природниче відділення фізико-математичного факультету Харківського університету.
Вчителював у Рівенській гімназії. Згодом з 1876 року викладав у Бєлгородському учительському інституті. З 1883 по 1902 рік працював інспектором та директором народних училищ у Воронезькій губернії. Очолював з 1902 по 1905 рік Бєлгородський учительський інститут. Після цього переїхав до Харкова.
Брав активну участь у діяльності Благодійного товариства видання загальнокорисних і дешевих книг для народу, очолюючи в ньому українську секцію.
Автор книг «Оповідання про комах. Яка од їх користь або шкода в господарстві» (1882), «Лихі потайні хлібоїди і хлібний комарик та шведська муха» (1899), «Про городину» (1899), «Корисні звірятка (кажан, їжак та зінське щеня)» (1899; друге видання вийшло 1902 р. і наз.: «Кажан, їжак та кріт. Корисні звірятка»), «Про садовину та ягідні кущі» (1909), «Оповідання про рослин» (1909).
Своїми творами започаткував жанр української науково-художньої літератури. Написав кілька шкільних підручників — «Арифметичний, або щотний задачник, ч. 2. Прості дроби та десятичні» (1906), «Арифметика, або Щотниця задля самоосвіти й школи, ч. 1. Цілі числа» (1908) і методичних посібників, які багаторазово перевидавалися.